# 奥克维尔 (滨海塞纳省)
奥克维尔（法語：Ocqueville，法語發音：[ɔkvil]）是法国滨海塞纳省的一个市镇，属于迪耶普区。

## 地理
奥克维尔（49°48'2"N, 0°41'16"E）面积8.91 平方千米，位于法国诺曼底大区滨海塞纳省，该省份为法国北部沿海省份，其西部及北部濒大西洋英吉利海峡，东起顺时针与索姆省、瓦兹省、厄尔省和卡爾瓦多斯省接壤。
与奥克维尔接壤的市镇（或旧市镇、城区）包括：卡尼-巴维尔、德罗赛、内维尔、萨斯维尔。

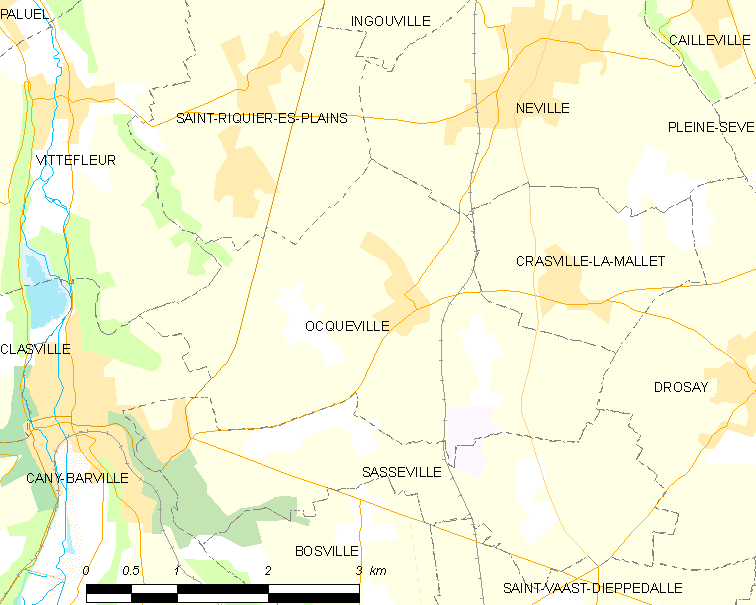
的OSM定位图

奥克维尔的时区为UTC+01:00、UTC+02:00（夏令时）。

## 行政
奥克维尔的邮政编码为76450，INSEE市镇编码为76480。

## 政治
奥克维尔所属的省级选区为科地区圣瓦勒里县。

## 人口

1962-2008年间人口变化图示

奥克维尔于2022年1月1日时的人口数量为445人。